# Elena Brambilla
Elena Brambilla (Milano, 29 luglio 1942 – Milano, 3 febbraio 2018) è stata una storica e archivista italiana.

## Biografia
Era figlia di Arturo Brambilla, amico e corrispondente di Dino Buzzati, e di Franca Brambilla Ageno, filologa e italianista. Si specializzò in Storia moderna laureandosi nel 1967: lavorò prima come assistente poi come professoressa presso la Facoltà di Lettere e Filosofia dell’Università degli Studi di Milano. Coordinò il diploma universitario italo-francese di biennio specialistico in storia moderna e tra il 1998 e il 1999 collaborò con l'Istituto storico italo-germanico di Trento.. Per sua iniziativa fu istituito alla Statale di Milano l'insegnamento di "Storia delle donne".
Dalle ricerche sulle  riforme illuministiche delle università lombarde oggetto della tesi di laurea prese le mosse per indagini a tutto campo sulle istituzioni politiche e culturali e sulla società di antico regime, spaziando ben oltre il manualistico confine tra storia medioevale e storia moderna: i suoi contributi alla storia dell'università, della medicina e della scienza, ai rapporti tra Stato e Chiesa, alla storia delle donne e all'identità di genere furono lavori di ampio respiro, saldamente incardinati in una visione ampia e complessiva e comparativa della società e delle istituzioni europee dei secoli XV-XVIII .
Scrisse vari saggi e collaborò ad alcuni periodici, quali Rivista di storia della filosofia, Rivista di storia della Chiesa in Italia, Rivista di studi politici internazionali, Società e storia, Diritto comunitario e degli scambi internazionali, Quaderni storici, Nuova rivista storica, Rivista storica italiana e Communications del Centre de Recherches politiques della Sorbona. Fece parte del direttivo della collana di storia lombarda edita Unicopli.

## Pubblicazioni
Nota: questo elenco non tiene conto dei numerosissimi saggi comparsi in riviste e volumi miscellanei.
- Elena Brambilla et alii, La città e la corte: buone e cattive maniere tra Medioevo ed età moderna (a cura di Daniela Romagnoli), Guerini e associati, 1991, ISBN 9788878022799.
- Elena Brambilla, Giovanni Muto, La Lombardia spagnola, Milano, Unicopli, 1997,  p. 426, ISBN 9788840004747.
- Elena Brambilla, Alle origini del Sant'Uffizio: penitenza, confessione e giustizia spirituale dal Medioevo al XXVI secolo, Bologna, il Mulino, 2000 (1ª edizione),  p. 590, ISBN 9788815077592.
- Maria Luisa Berti, Elena Brambilla, (a cura di) Salotti e ruolo femminile in Italia da fine Seicento a primi Novecento, Venezia, marsilio, 2004
- Elena Brambilla, Genealogie del sapere: università, professioni giuridiche e nobiltà togata in Italia (XIII - XVII secolo), Milano, Unicopli, 2005,  p. 384, ISBN 9788840010083.
- Elena Brambilla, La giustizia intollerante: inquisizioni e tribunali confessionali in Europa (secoli IV-XVIII), Roma, Carocci Editore, 2006 (1ª edizione),  p. 272, ISBN 9788843038756.
- Elena Brambilla, Carlo Capra, Aurora Scotti, Istituzioni e cultura in età napoleonica, Milano, FrancoAngeli, 2008,  p. 657, ISBN 9788846498366.
- (EN) Elena Brambilla et alii ( a cura di), Routines of existence: time, life and after life in society and religion, Pisa, Pisa University Press, 2009,  p. 120, ISBN 9788884926500.
- Alessia Lirosi, Elena Brambilla, Le cronache di Santa Cecilia: un monastero femminile a Roma in età moderna, Roma, Viella, 2009,  p. 309, ISBN 9788883344282.
- (FR) Elena Brambilla, Daniel Armogathe, Du lien politique au lien social: les élites, Aix-en-Provence, UMR Telemme, 2009,  p. 250.[6]
- Elena Brambilla, Corpi invasi e viaggi dell'anima: santità, possessione, esorcismo dalla teologia barocca alla medicina illuminista, Roma, Viella, 2010 (1ª edizione),  p. 302, ISBN 9788883344176.
- Elena Brambilla,, Sociabilità e relazioni femminili nell'Europa moderna, a cura di L. Arcangeli e S. Levati, Milano, FrancoAngeli, 2013,  p. 323, ISBN 9788820435714.
- Elena Brambilla, Anne Jacobson Schutte, La storia di genere in Italia in età moderna: un confronto tra storiche nordamericane e italiane, Roma, Viella, 2014,  p. 468, ISBN 9788867283422.[5]
- Elena Brambilla, Università e professioni in Italia da fine Seicento all'età napoleonica,. Milano, Unicopli, 2018